# Gewone drietandglimmer
De gewone drietandglimmer of gewone glansloopkever (Amara plebeja) is een keversoort uit de familie van de loopkevers (Carabidae). De wetenschappelijke naam van de soort werd in 1810 gepubliceerd door Leonard Gyllenhaal.